# Прато-делла-Валле

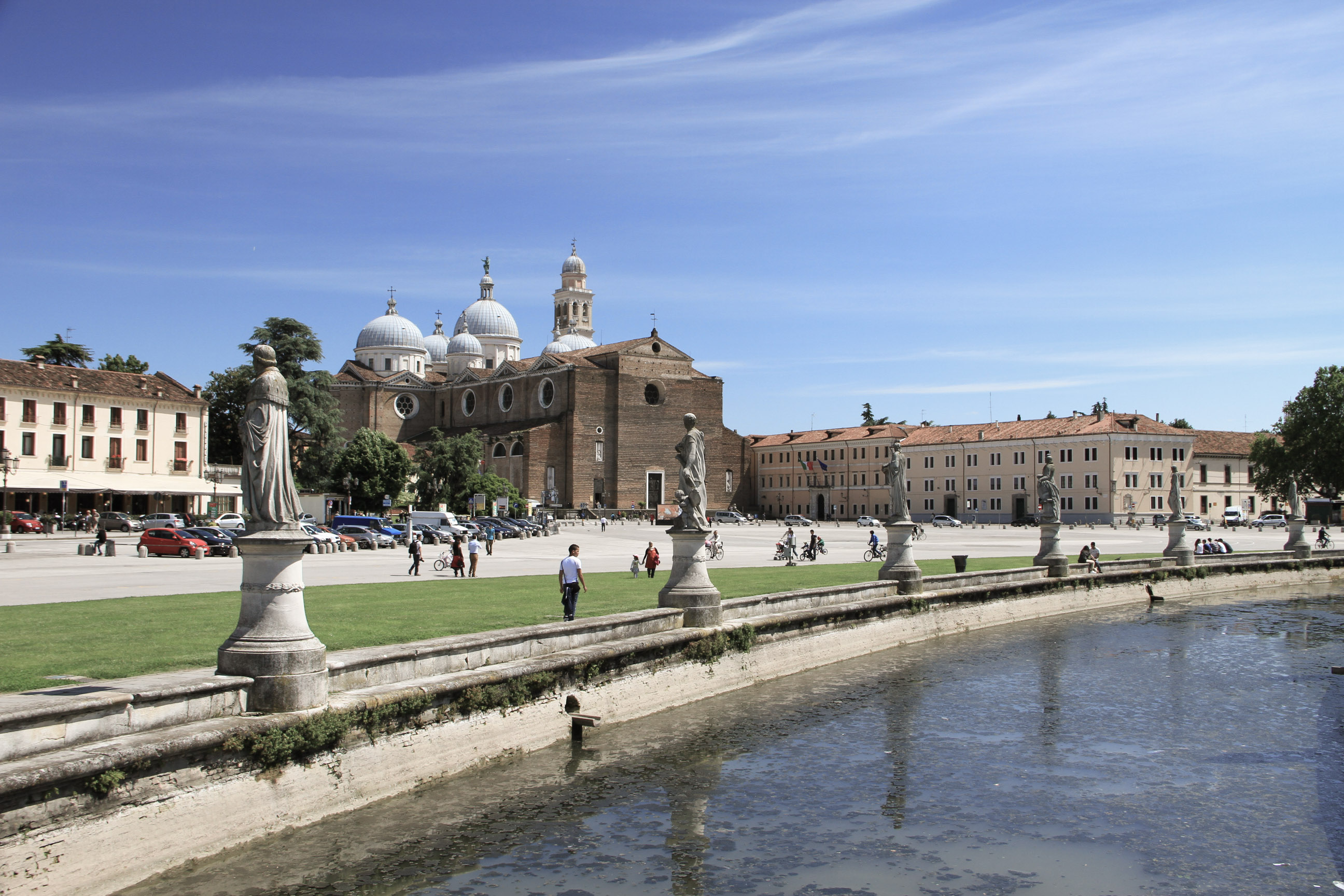
Прато-делла-Валле і базиліка Св. Юстини

45°23′54″ пн. ш. 11°52′33″ сх. д. / 45.398333333333° пн. ш. 11.875838888889° сх. д.
Прато-делла-Валле — площа у м. Падуї (Італія). Розташована на південь від історичного центру міста.
Прато-делла-Валле широко відома своїм оригінальним плануванням, що включає в себе канал у формі еліпса навколо центральної частини площі, мости через канал і подвійний ряд з 87 статуй видатних падуанців.
У південній частині площі знаходиться базиліка Св. Юстини, від північної частини площі вулиця Віа Беллуді виводить до базиліки Св. Антонія. На самій площі розташована велика кількість старовинних особняків, пам'яток архітектури.

## Історія

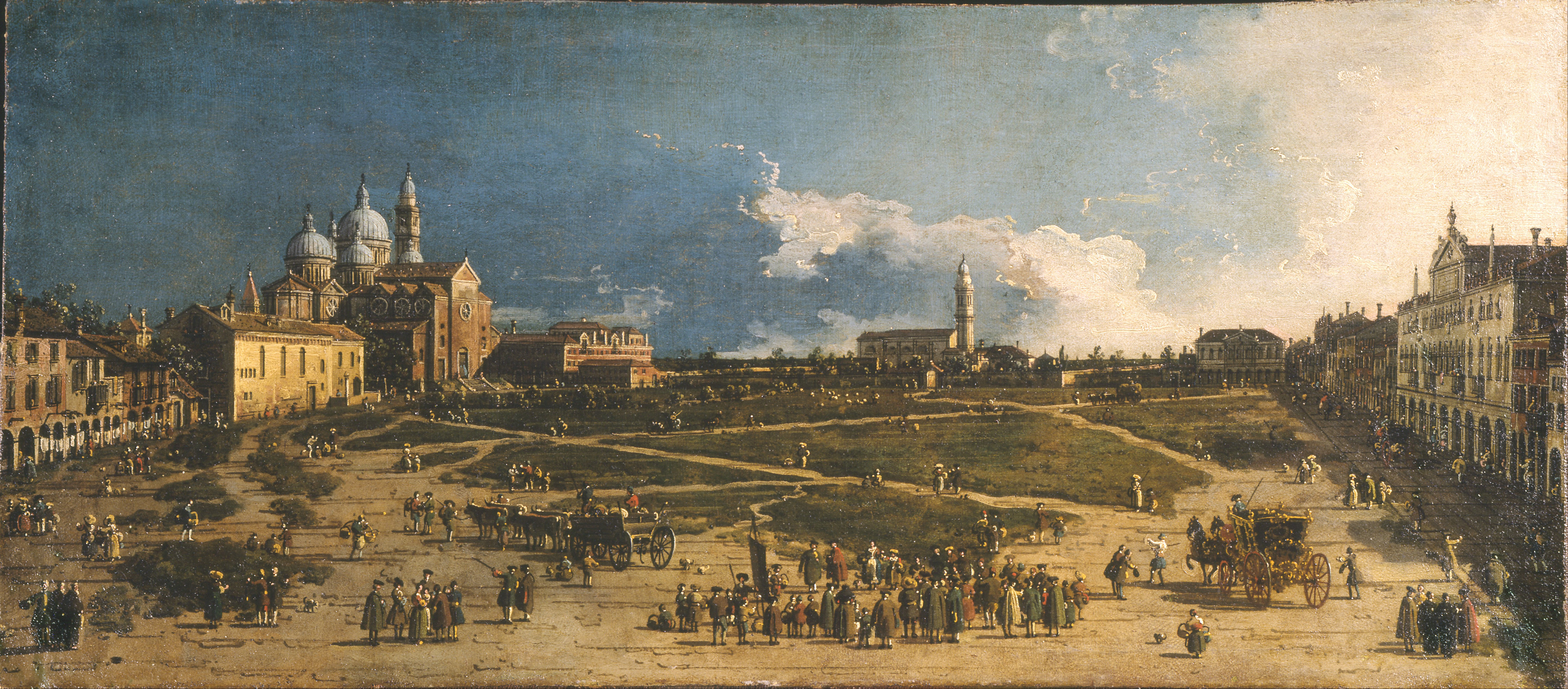
Каналетто, «Прато-делла-Валле в Падуї», 1741—46. Музей Польді-Пеццолі, Мілан

Ця площа завжди мала першочергове значення для громадського життя римської, середньовічної та сучасної Падуї. У часи римлян Прато-делла-Валле грала роль великої театральної площі, що називалась Zairum, типового театру просто неба епохи імператора Августа. Проведені пошуки визначили також розміри напівкруглої римської орхестри (радіусом 15,52 м). Амфітеатр (широкі сходи) підтримувався напівкруглими стінами і радіальною системою овальних склепінь та арок (зовнішній радіус 55,35 м). Сцена прямокутна за формою, збереглася перед будинками № 14-23 по Прато-делла-Валле, на південній стороні Віа Беллуді.
Прато-делла-Валле як традиційне місце ринкової торгівлі вже в 1077 році два рази на місяць використовувалася для торгівлі тваринами, а не тільки для проведення двох великих ярмарків в жовтні і листопаді місяці на честь небесних покровителів міста — мучениці Юстини і Просдочимо, першого єпископа Падуї. Як нагадування про цей факт можна розцінювати присутність у південній частині Прато Ринку рогатої худоби (1913-68 рр.).
З 1257 року 20 червня на Прато-делла-Валле щорічно проводилися засновані комуною змагання з бігу (нагородою переможцю служило шовковий прапор Святого) в пам'ять про звільнення Падуї від тиранії Еццеліно. У червні тут проводилися всілякі змагання та турніри, а під час присвяченої Святому ярмарки на Прато проходили змагання колісниць. Крім того, Прато-делла-Валле була місцем великих зібрань всіх вільних громадян Падуанської області: найвідоміше з них, головою якого був імператор Фрідріх II, а оратором П'єтро делла Вінья, відбулося в 1239 році.
Занепад цього знаменитого місця, яке наприкінці XVIII століття перетворилося на занедбану і шкідливу для здоров'я заболочену ділянку землі, стало наслідком того, що воно не було державною власністю, а належало абатству Св. Юстини, у якого під час венеційського панування не було коштів для проведення меліорації.
У 1767 році венеційський Сенат оголосив Прато-делла-Валле громадською власністю, а венеційський прокуратор Андреа Меммо привів цей указ виконання, доручивши благоустрій та художнє оформлення площі (1775-76 рр.) архітектору та інженеру Доменіко Черано. Таким чином виникла ця величезна і оригінальна площа, єдина у своєму роді, що своєю формою нагадує круглу картину епохи італійського Сеттеченто.

## Опис
Острів Меммія оточений невеликим каналом із кам'яним парапетом, через який перекинуті чотири мости. За ним розстеляється поросле травою кільце зовнішнього газону. Максимальний декоративний ефект, незважаючи на їх невелику художню цінність, створюють 87 білих статуй видатних падуанців, які вінчають острів.
Обширну територію луки (85.410 м²) доповнює постійна тінь портиків будинків і палаців, що оточують Валле-дель-Меркато.